# تاسريرت
تاسريرت هي جماعة قروية في إقليم تيزنيت، بجهة سوس ماسة، في المغرب. وهي تضم .. نسمة، حسب الإحصاء العام للسكان والسكنى لسنة 2014.

## دواوير الجماعة
- دوار اغير وريز
- دوار تغورامت
- دوار ايت بن سعيد
- دوار استير
- دوار تنزكيت
- دوار ايغد
- دوار  تنزكيت

## التعليم
قائمة المؤسسات التعليمية في تاسريرت:
- مجموعة مدارس .. (المركزية: .. / الوحدات: ..)

## الثقافة
- يوجد بجماعة تاسريرت أقدم حصن بمنطقة الأطلس الصغير، بالضبط بدوار إغيروريز، وهو من الحصون الجماعية النادرة بشمال إفريقيا نظراً لتميزه العمراني وتموقعه الجغرافي.